# 盖孜力克镇
盖孜力克镇（維吾爾語：گەزلىك بازىرى，拉丁维文：Gezlik Baziri），是中华人民共和国新疆维吾尔自治区阿克苏地区柯坪县下辖的一个乡镇级行政单位。
2014年10月21日，新疆维吾尔自治区人民政府批复同意撤销盖孜力克乡建制，设立盖孜力克镇。

## 行政区划
盖孜力克镇下辖以下地区：
盖孜力克村、帕松村、库木鲁克村、喀拉玛村、玉斯屯喀什艾日克村、托万喀什艾日克村、巴格勒格村、苏贝希村和库木也尔村。